# Нертешть
Нертешть, Нертешті (рум. Nărtești) — село у повіті Галац в Румунії. Входить до складу комуни Гохор.
Село розташоване на відстані 202 км на північний схід від Бухареста, 81 км на північний захід від Галаца, 128 км на південь від Ясс, 144 км на схід від Брашова.

## Населення
За даними перепису населення 2002 року у селі проживали 911 осіб, з них 910 осіб (99,9%) румунів. Рідною мовою 910 осіб (99,9%) назвали румунську.